# Lipinia zamboangensis
Lipinia zamboangensis är en ödleart som beskrevs av  Brown och ALCALA 1963. Lipinia zamboangensis ingår i släktet Lipinia och familjen skinkar. IUCN kategoriserar arten globalt som otillräckligt studerad. Inga underarter finns listade i Catalogue of Life.